# Shu'al
Shu'al is een klezmerband uit Amsterdam. De band speelt een programma van klezmer en andere wereldmuziek. Ter gelegenheid van het tienjarig jubileum heeft de band in 2023 een cd uitgebracht.

## Discografie
- Shu’album – Klezmer & More[3]